# Santiago Maior
Santiago Maior, também chamado de Santiago Filho do Trovão (Boanerge), Tiago, filho de Zebedeu e Santiago Apóstolo o Maior, martirizado no ano 44, foi um dos doze apóstolos de Jesus Cristo. Foi feito santo e chamado Maior (mais velho) para o diferenciar de outro discípulo de Jesus de mesmo nome, conhecido como Santiago Menor (mais jovem) e também de Tiago, o Justo, sendo estes últimos possivelmente a mesma pessoa: Tiago, menor; Tiago, o justo; e Tiago, irmão do Senhor.

## O nome do apóstolo Santiago
Os nomes Tiago e Jaime derivam indirectamente do latim Iacobus, por sua vez uma latinização do nome hebraico Ya'akov (aportuguesado em "Jacó") e da sua associação Sanctus Iacopus.
Com o decorrer do tempo, o nome evoluiu em diversas direcções consoante as línguas: manteve-se Jakob em alemão e noutras línguas nórdicas, James em inglês, Giacomo em italiano e Jacques em francês.
Na Península Ibérica, há diferenças substanciais:
Tornou-se Jaume ou Jaime (formas correntes no catalão). Jácome é adaptação antiga do italiano Giàcome, que subsiste como apelido pouco comum na Galiza e em Portugal.
Há quem pense que o nome Iago / Yago é a forma patrimonial das línguas do centro e ocidente da Península Ibérica, mas isto é falso. A únicas formas patrimoniais em castelhano, que já aparecem registadas no Cantar del Mio Cid, são Yaguo e Yagüe, ambas com evolução fonética normal a partir do acusativo e do vocativo, respectivamente. O nome do santo nesta obra aparece como Santi Yaguo e, em função vocativa, Santi Yagüe (por exemplo, quando é usado como grito de guerra dos cristãos). A forma Yaguo parece ter desaparecido por completo, mas Yagüe ainda se conserva como apelido (por exemplo, em Madrid há uma rua dedicada ao General Yagüe).
No domínio linguístico galego-português, é impossível que Iago seja uma forma patrimonial, porque todos os I  latinos em posição inicial pré-vocálica (pronunciados [i] primeiro e [j] semivogal depois) dão lugar em romance à consoante fricativa sibilante pré-palatal ou palato-alveolar [ž] (IPA [ʒ]), assim já < iam, Janeiro < Ianuarius, jantar < iantare, jeito < iactus, João < Iohannes, jogo < iocus, junco < iuncus, etc., como se pode verificar em qualquer manual básico de história da língua. Portanto, o resultado esperado, a ter havido uma evolução do nome isolado, seria "Jago", "Jagó", "Jágovo", ou qualquer coisa semelhante. O que de facto ocorreu é que aqui a pressão conservadora da Igreja manteve unido o nome ao adjectivo, que evoluíram juntos como uma palavra: "Santiago". A partir de "Santiago", por via popular, produz-se a deglutinação lógica San-Tiago (São Tiago). É assim que nasce o nome próprio português e galego "Tiago" e é por isso que o nome do apóstolo e os padroeiros de múltiplas freguesias por todo o país aparecem abreviados nos textos escritos como STiago desde a mesma Idade Média.
O nome Iago / Yago entra nas línguas peninsulares, bem como no italiano, no século XIX e início do XX, devido à popularidade das personagens das óperas dramáticas e, em especial, líricas (por exemplo, "Otelo", "Aída", "Carmen"...). En concreto, "Yago" é uma personagem da ópera "Otelo" (baseada na obra do mesmo título de Shakespeare), com libreto do Conde Berio e música de Rossini, que foi estreada em 1816. E Iago é apenas a adaptação escrita do nome às ortografias portuguesa e galega, que não usam a letra Y. Chega com consultar um bom dicionário da língua portuguesa como o Aurélio, para verificar que não só "Iago" procede da personagem da peça "Otelo", como ainda é empregado como substantivo comum para designar o "Indivíduo astuto, intrigante, falso, velhaco", coisa que não faria sentido se se tratasse dum nome próprio tradicional e comum na língua portuguesa. A chegada do nome a Espanha é o que fez inventar, em certos ambientes, a forma "Sant'Iago", da abreviatura do latim de Sant Iacob.

## Santiago na Bíblia

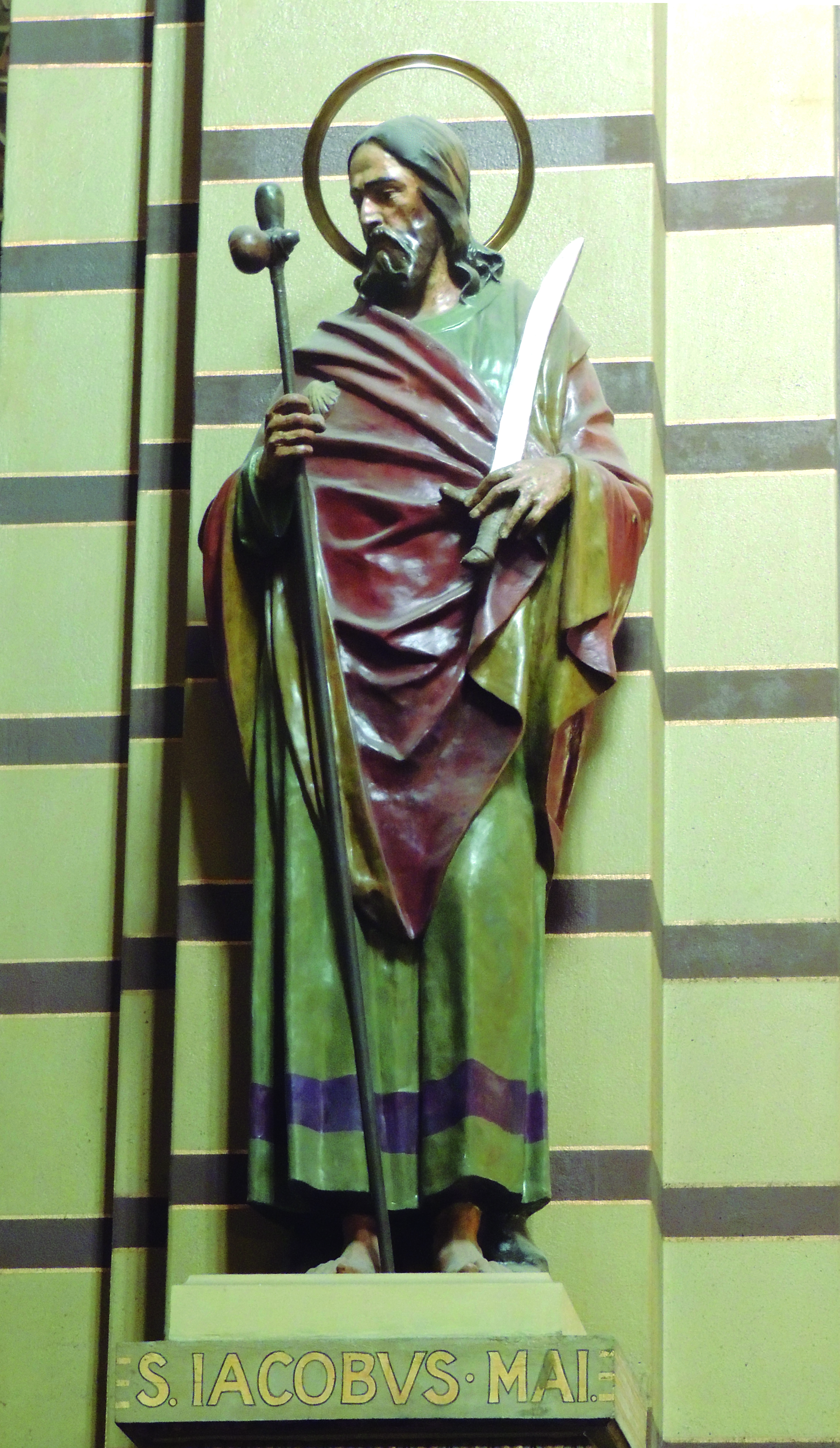
Estátua da Basílica de Nossa Senhora da Assunção do Mosteiro de São Bento na cidade de São Paulo

Segundo o Novo Testamento, Tiago era filho de Zebedeu e Salomé, e irmão do apóstolo São João Evangelista.
Nasceu em Betsaida, Galileia. Tal como o seu pai e o irmão, o apóstolo João, era pescador no mar da Galileia, onde trabalhava em provável parceria com André e Simão Pedro (Mateus 4:21–22 e Lucas 5:10), consertava as redes de pesca. Tiago, Pedro e João seriam, de resto, os primeiros a abandonar tudo para seguirem Jesus como seus discípulos (Mateus 17:1 e Mateus 26:37; Lucas 8:51), tendo sido dos seus mais próximos colaboradores, ao participarem na Transfiguração, na Agonia de Cristo no Jardim das Oliveiras.
No evangelho de Mateus, conta-se que a mãe de ambos, Tiago e João, Salomé, em seu orgulho materno, pediu a Jesus que seus dois filhos, Tiago e João, fossem colocados um à direita e outro à esquerda, no Reino de Deus, porém Jesus lhe objetou: "Vós não sabeis o que pedis. Podeis beber o cálice que eu hei de beber?". Os apóstolos responderam: "Podemos". "Pois bem, isso é verdade", concluiu Jesus, "mas dar-vos o primeiro lugar no Reino, isso depende do meu Pai, que está no céu". Este episódio causou alguma irritação entre os demais apóstolos, pois era uma tentativa óbvia de destacar-se acima do grupo.
Segundo Marcos 3:17, Tiago e João são chamados por Jesus como Boanerges, isto é, "Filhos do trovão". Isto se deu por um fato que caracterizou a índole de ambos: ao chegar Jesus com sua comitiva à terra dos samaritanos, estes lhe interditaram a entrada. João e Tiago viram neste fato uma afronta a Cristo e exprimiram sua indignação com estas palavras: "Queres, Senhor, que mandemos cair fogo do céu sobre esta cidade, para consumi-la?". Jesus, porém os repreendeu dizendo: "Vós não sabeis de que espírito sois! O Filho do Homem não veio para perder, mas para salvar as almas" (Lucas 9:54).
Segundo a Bíblia é um dos discípulos mais íntimos de Jesus de Nazaré, já que em várias ocasiões onde Jesus só se fazia acompanhar por 3 apóstolos, era ele escolhido, junto a Pedro e João. Assim se deu na Transfiguração no Monte Tabor, por ocasião da ressurreição da filha de Jairo e no Jardim das Oliveiras, pouco antes da prisão de Jesus.
Tiago é citado entre os testemunhos da terceira aparição de Cristo após a sua morte e ressurreição, nas margens do lago de Tiberíades.
Pouco mais se sabe acerca de sua vida. A sua última aparição no texto bíblico mais aceito é a de que foi o primeiro apóstolo a morrer e teria sido mandado decapitar por ordem de Herodes Agripa I, rei da Judeia, por volta do ano 44, em Jerusalém. É, aliás, o único apóstolo cuja morte vem narrada na Bíblia,«Ele [Herodes] fez perecer pelo fio da espada Tiago, irmão de João» (Atos 12:1–2).

## Tiago e a Hispânia
Muitos são os que creem que Tiago tenha visitado a província romana da Hispânia e pregado a doutrina cristã, logo após o episódio de Pentecostes. Na cidade de Saragoça, teria presenciado uma aparição de Maria, mãe de Jesus, que ainda vivia. Tal aparição, em cima de um pilar, originou o culto de Nossa Senhora do Pilar. Devido ao insucesso em evangelizar os pagãos da Península Ibérica, Tiago teria regressado à Judeia, onde foi martirizado. Os locais que terá passado em Portugal em vida incluem Braga, Guimarães e Rates, onde o seu discípulo São Pedro (de Rates) se tornou o primeiro bispo de Braga ca. 45. assim como em vários locais da Galiza, na Espanha.

### A tumba de Santiago em Compostela

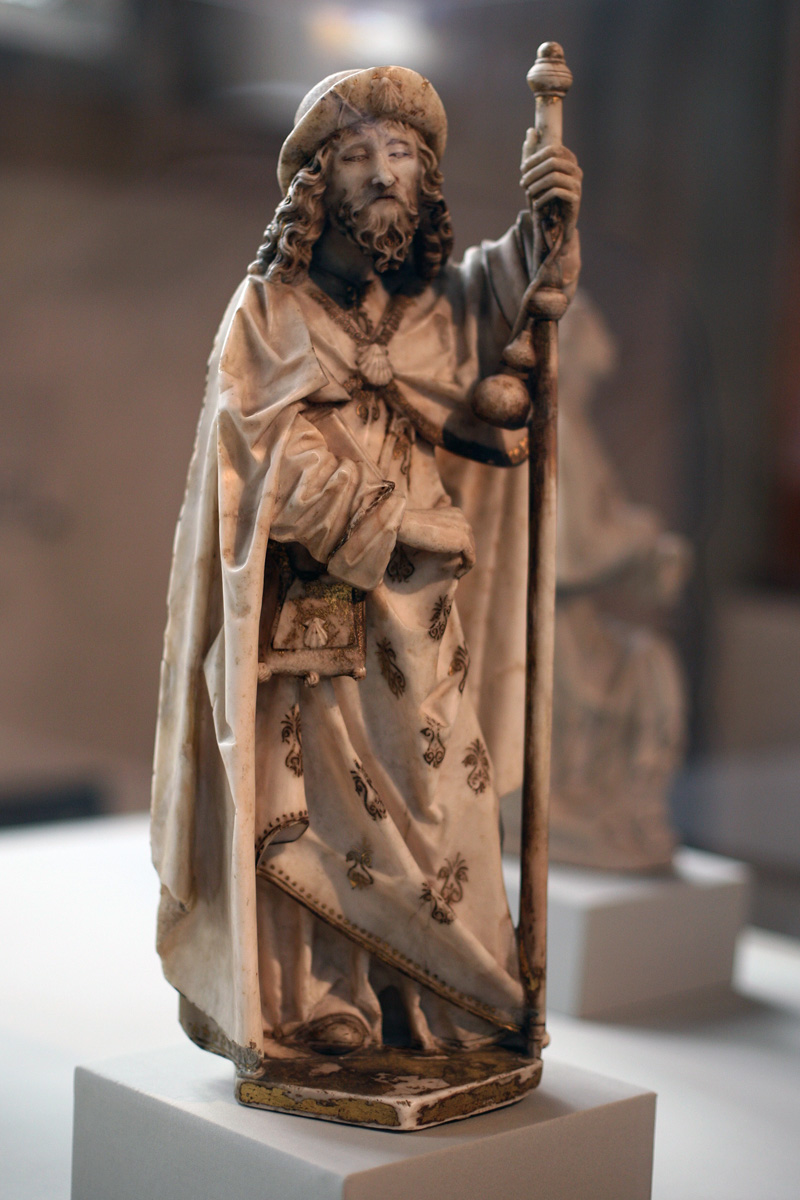
Santiago Maior, peregrino de Gil de Siloé,Metropolitan Museum of Art

Segundo uma tradição lendária, o corpo de Santiago teria sido transportado para a Galiza, e sepultado no lugar de Compostela (depois chamado, em sua honra, Santiago de Compostela). A partida terá acontecido no porto de Jafa, perto de Jerusalém, dentro de uma "arca" de pedra" feito barco arrastado pelo vento assoprado pelos anjos, atravessou o Mediterrâneo e a Costa Portuguesa, e veio a desembarcar em Padrón, pertencente depois à diocese de Iria Flávia. No entanto, obviamente, não há provas que permitam corroborar com exactidão esta lenda a não ser dizer que foi encontrado um túmulo dos tempos primórdios do cristianismo, por baixo da Catedral de Compostela, acompanhado de outros dois de cada lado. O que é mais significativo é que num deles tem visível um dos nomes dos dois discípulos de Santiago e que, segundo ela, ajudaram que essa façanha fosse possível.
Certo é que em 814, na Galiza, um eremita (seu nome Pelaio), seguindo uma revelação que tivera durante o sono, descobriu um túmulo contendo umas relíquias, e estas foram de imediato veneradas e associadas a Santiago, em virtude da lenda que afirmava que este se havia deslocado à Espanha para dar testemunho de Cristo. Sobre essa tumba viria a ser erguida a referida Catedral de Santiago de Compostela.
Como depois outra lenda conta que logo depois terá surgido no céu durante a Batalha de Clavijo, montado a cavalo e espada na mão a apoiar as hostes cristãs contra os mouros, permitindo com esse gesto milagroso a vitória do rei Ramiro I contra estes últimos. Santiago tornou-se o santo padroeiro de toda a Espanha, da qual fazia parte a Galiza, Leão e Castela, Aragão e o reino de Portugal mesmo depois da independência do reino de Leão e Castela, sendo ainda hoje o padroeiro do exército português e do espanhol.
O santuário em Compostela, tornou-se um dos mais famosos locais de peregrinação do mundo cristão, sobretudo na Idade Média, só superado por Roma e Jerusalém — as dificuldades no acesso a estes destinos acaba por conduzir muitos peregrinos a Compostela, especialmente após o final do perigo muçulmano na Península Ibérica. Mais tarde, nos séculos XVII e XVIII, surge novo impulso dinamizado pelos efeitos da Contra-reforma, após concílio de Trento, em que houve uma vaga massiva de peregrinos que desembarcou nos portos atlânticos para o fazer a pé e a cavalo. O Caminho de Santiago passou por isso a designar um conjunto de rotas, pejadas de albergues e hospícios dedicados ao santo, que cruzavam a Europa Ocidental e Portugal até Santiago de Compostela, através do norte de Espanha.
Ainda hoje, dezenas de milhares de peregrinos se dirigem anualmente a Santiago de Compostela, considerada a terceira cidade mais sagrada no cristianismo depois de Jerusalém e Roma. No entanto não é de descurar a chamada de atenção de que a primeira fica no Oriente, a segunda ao centro, e esta fica muito perto ao "extremo" mais ocidental da terra cristã então conhecida (Finisterra).

### Outra tradição lendária
Segundo outra tradição, no ano de 42 em Cesareia Palestina, Santiago foi perseguido por ordem do rei Herodes Agripa I, que mandou prendê-lo, decapitá-lo e jogar os seus restos para os cães. Diz a lenda que esses restos foram recolhidos por dois de seus discípulos, Atanásio e Teodoro, e levados secretamente à Hispânia, local onde Santiago havia manifestado o desejo de ser enterrado. Após sete dias de viagem, de barco, chegaram nas costas galegas de Iria Flávia (2), perto da atual vila de Padrón. Os discípulos de Santiago pediram permissão para a rainha Lupa, uma dama pagã rica e influente, que vivia na vila de Lupariou ou de Francos a pouca distância de Santiago de Compostela, para depositar os restos de seu mestre em seu feudo, mas ela não permitiu que o enterrem em sua propriedade. No entanto, uma onda de milagres atribuídos a Santiago acabaram por convencê-la. Um desses milagres foi presenciado por ela e segundo a tradição foi este o motivo da sua conversão ao cristianismo.
"A chamada rainha Lupa, simulando uma mudança de opinião, levou os dois discípulos ao Monte Iliciano, hoje conhecido como Pico Sacro, e ofereceu-lhes dois bois selvagens que viviam em plena liberdade e mais um carro para transportar os restos do apóstolo Santiago desde Padrón até Santiago. Os discípulos chegaram perto dos animais, que para assombro de Lupa, deixaram que lhes colocassem os arreios mansamente. Frente esta cena, Lupa decide abandonar as suas crenças e converter-se ao cristianismo".(3)
Muitos creem que Tiago foi enterrado num lugar chamado Libredunnum, onde há muito tempo havia um cemitério romano, em 44 d.C. Com as invasões bárbaras a queda do Império Romano e, posteriormente, com as invasões muçulmanas, o túmulo acabou sendo "esquecido" ou perdido.

### Santiago Mata-Mouros

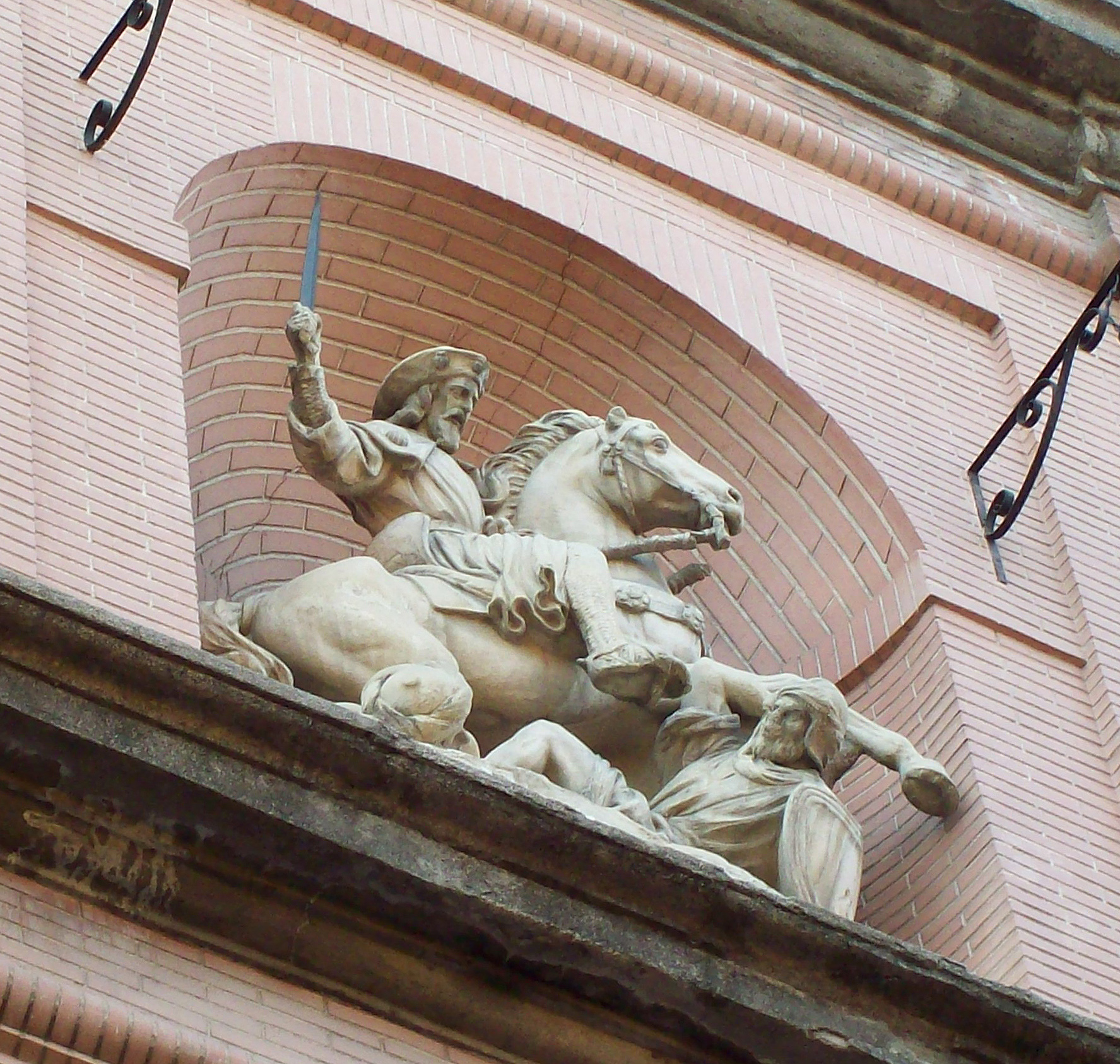
Escultura em Madrid de Santiago Mata-Mouros

De acordo com outras tradições, Santiago teria aparecido miraculosamente em vários combates travados em Espanha durante a Reconquista Cristã — Batalha de Clavijo, em 844 — sendo a partir de então apelidado de Matamoros ("Mata-Mouros"). Santiago y cierra España foi desde então o grito de guerra dos exércitos de Hispânia. Santiago foi também protetor do exército português, pelas razões explicadas acima, até à crise de 1383-1385, altura em que o seu brado foi substituído, oficialmente, pelo de São Jorge através da influência da corte inglesa, que então se tinha aliado a Portugal. Na prática os soldados portugueses continuaram a invocar Santiago nos seus combates, por razões de fé, tal como facilmente se pode verificar, por exemplo, lendo as descrições das Décadas da Ásia, de João de Barros.
Mais tarde, o escritor Cervantes registrou, no seu Don Quixote de la Mancha, que "Santiago Mata-Mouros é um dos mais valorosos santos e cavaleiros que o Mundo alguma vez teve; foi dado a Espanha por Deus, como seu padroeiro e para sua protecção".

#### A Ordem de Santiago
No contexto da Reconquista, a Ordem Militar de Santiago foi fundada precisamente para combater os muçulmanos e guardar as fronteiras dos reinos cristãos da Península Ibérica, e a pertença à Ordem tornou-se uma grande dignidade. Mais tarde dividir-se-ia em dois ramos, um em Espanha, e o outro em Portugal, sendo esta a Ordem Militar de Santiago da Espada. Santiago é considerado o protector do exército português, embora depois da crise de 1383-1385, São Jorge, trazido pelos ingleses, passou a ser invocado contra as hostes espanholas. O florentino Giovanni da Empoli acompanhou os portugueses na toma de Malaca "sendo nosso capitão o Apóstolo Santiago", segundo escreveu na sua crônica.

## Dia de celebração
Santiago é aceite como santo por todas as confissões cristãs não protestantes. É festejado a 25 de julho, nas igrejas católica e luterana. Os ortodoxos comemoram-no a 30 de abril, os coptas a 12 de abril, e os etíopes a 28 de dezembro. A meados da Idade Média passou a ser concedido aos católicos a indulgência plenária pelos seus pecados. Estes tinham que se dirigir, em peregrinação e penitência, ao santuário de Santiago de Compostela nos Anos Jubilares Compostelanos, quando o seu dia santo calhasse num domingo.

## Santo padroeiro
Tiago, para além de padroeiro da Galiza e de todas as Espanhas, é também o santo protetor:
- dos cavaleiros, dos peregrinos, das peregrinações e dos caminhos
- do exército espanhol e do Português
- de inúmeras profissões: camionistas, chapeleiros, fabricantes de peles, tanoeiros, farmacêuticos, alquimistas, veterinários
- do Chile, da Guatemala e da Nicarágua, Colômbia, Cuba, México, Peru para além de inúmeras localidades ibero-hispanas
- da segunda secção dos escuteiros (CNE), os Exploradores.
- é também invocado para a prosperidade das macieiras e outras árvores de fruto e contra o reumatismo

## Iconografia
Na iconografia, Santiago possui três representações:
- Como apóstolo (em pé, descalço, de túnica, segurando a Bíblia).
- Como peregrino, sentado ou em pé, usando sandálias, túnica, chapéu, cabaça, manto, e aquele que se tornou o símbolo de Santiago por excelência – a vieira (chamada concha de Santiago), a qual era usada frequentemente pelos peregrinos nos seus chapéus ou mantos – assim como um cajado, para auxiliar os peregrinos nas suas difíceis viagens por montes e vales.
- Por vezes, surge como cavaleiro, representado em um cavalo branco com uma espada em uma das mãos e um estandarte na outra. Essa devoção surge após a Batalha de Clavijo, em 844. Ao longo da Idade Média passa a ser conhecido como Santiago, o matamouros. A cruz com ponta de adaga torna-se um de seus símbolos.
- Na conquista hispânica na América, vê-se a quarta devoção a Santiago Maior. A iconografia de mata-mouros será readaptada, surgindo a figura de Santiago Mata-índios, que se tornará símbolo da conquista tanto de corpos quanto de almas no Novo Mundo.